# Bréviaire Grimani
Pour les articles homonymes, voir Grimani.
Le Bréviaire dit de Grimani est un bréviaire manuscrit enluminé. Il a été réalisé en Flandres entre 1510 et 1520. Il est actuellement conservé à la Biblioteca Marciana à Venise. C'est l'un des plus célèbres manuscrits de l'école ganto-brugeoise.

## Historique
Le commanditaire du manuscrit n'est pas identifié. Il est acquis par Antonio Siciliano, qui est ambassadeur du duc de Milan en Flandre à partir de 1514, auprès de la cour de Marguerite d'Autriche à Malines. Ses armes apparaissent bien au folio 81r, mais pas d'une manière suffisamment évidente pour pouvoir y voir le commanditaire de l'ouvrage. Il le vend pour 500 ducats en 1520 au cardinal Domenico Grimani à Rome ou à Venise. À sa mort, il le lègue à son neveu le cardinal Marino Grimani. Par l'intermédiaire de son descendant Giovanni Grimani (it), il est donné à la république de Venise en la personne du doge Pasqual Cicogna qui le dépose au sein du trésor de la basilique Saint-Marc. Il y reste jusqu'à la fin du XVIIIe siècle. Il est depuis conservé à la bibliothèque nationale Marciana de Venise,. 

## Attribution des miniatures
Le style des enluminures est typique du style de l'école ganto-brugeoise du XVIe siècle. Plusieurs mains sont distinguées. Les miniatures les plus archaïsantes sont attribuées au peintre Alexander Bening. La plupart des autres sont attribuées à son fils Simon Bening et à son atelier. Quelques miniatures ont été toutefois attribuées au maître de Jacques IV d'Écosse depuis identifié à Gerard Horenbout et d'autre à Gérard David dont une Marie Madeleine pénitente.

## Description
Le manuscrit contient 50 miniatures en pleine page et 18 autres de plus petite taille. Par ailleurs, des décors couvrent la totalité des 832 folios du livre. 

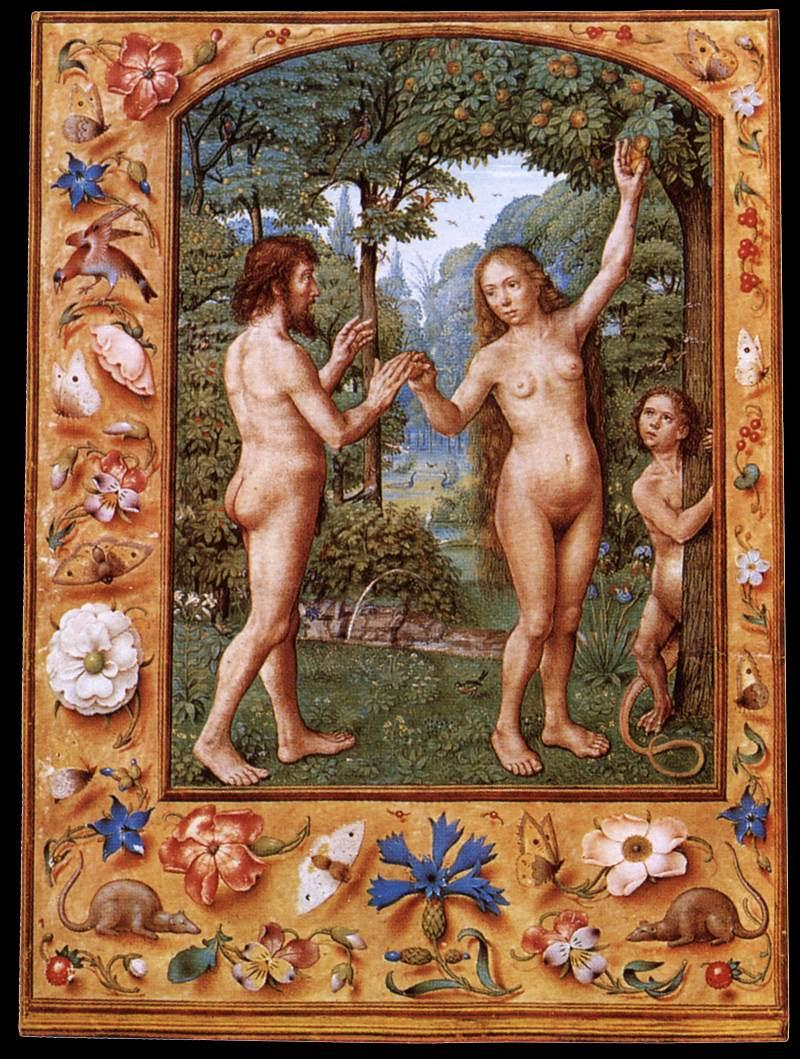
Adam et Eve, f286v
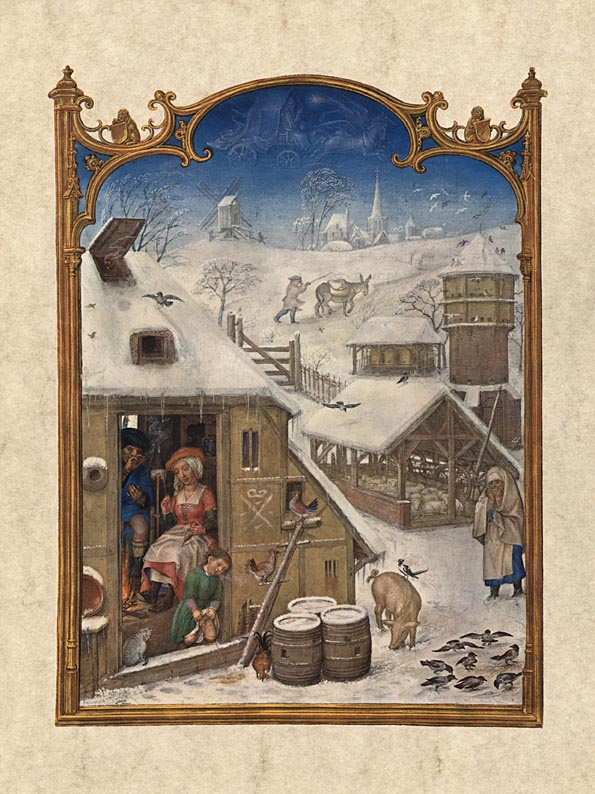
le mois de février, fol. 3v.
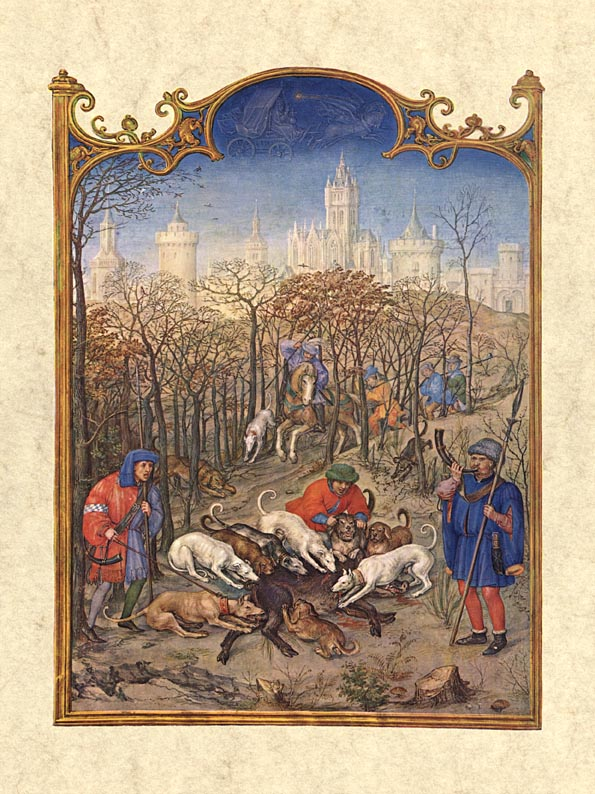
le mois de décembre, fol. 13v.
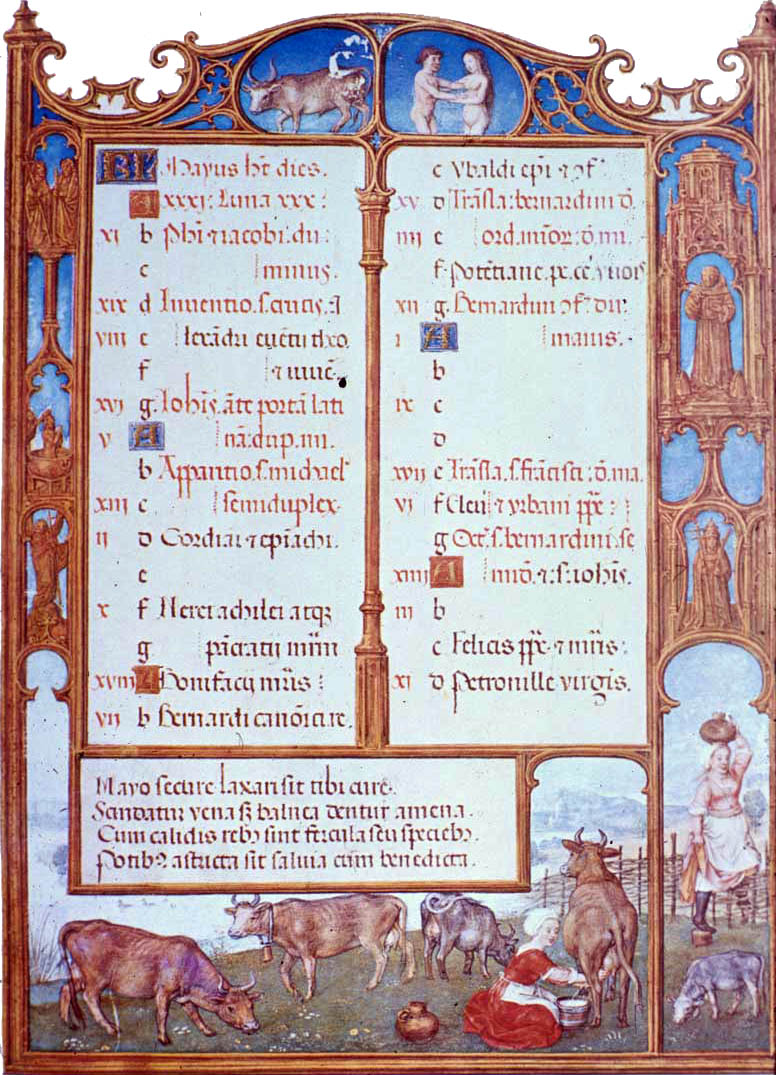
Page de texte du mois de mai dans le calendrier.

La plupart des miniatures du calendrier sont directement inspirées de celles des Très Riches Heures du duc de Berry, pourtant réalisées 100 ans plus tôt. Cette inspiration pourrait provenir de la localisation présumée de ce dernier manuscrit en Flandre et peut-être en possession de Marguerite d'Autriche.